# Раджбарі (зіла)
Раджбарі (бенг. রাজবাড়ী) — округ у центральній частині Бангладеш, розташований у відділі Дакка. Це частина субрегіону Великого Фарідпуру Бенгалії через історичну, мовну та культурну самобутність його мешканців.

## Історія
Під час правління імператора Великих Моголів Джахангіра у 1607 році сім’ї іракського іммігранта -мусульманина на ім’я Саєд Шах Пехлван було надано феод у Падамді. Родина заміндарі, відома як Наваб з Падамді, активно командувала артилерією та служила в армії Великих Моголів, що зрештою призвело до того, що імператор Шах Джахан присвоїв їм титул Мір.
Раджбарі бенгальською мовою означає палац і віддає данину поваги багатим родинам заміндарі, які феодально правили сучасним Раджбарі. У 17 столітті намісник Великих Моголів Бенгалії Шаїста-хан призначив Санграм-шаха з Панчтупі Наварою території сучасного Раджбарі, щоб придушити португальських піратів. Навара назавжди оселилися в населеному районі Банібаха і побудували форт у місці під назвою Лалгола. Санграм Шах і його сім'я пізніше стали відомі як Навара Чоудхурі з Банібахи.

## Адміністративно-територіальний поділ
Колись регіон Раджбарі був частиною округу Джессор. У 1811 році, коли був утворений район Фарідпур, Раджбарі був включений до нього. Крім того, упазили під Раджбарі в минулому входили до складу різних округів. Пангша Упазіла колись входила до складу району Пабна. У 1859 році Пангша і Баліаканді були включені до новоствореної Упазіли Кумаркхалі. У 1871 році, коли була створена Упазіла Гоаланда, Пангша і Раджбарі були включені до неї, а її штаб-квартира була заснована в Раджбарі. У березні 1984 року Гоаланда була перейменована в округ Раджбарі.

### Упазіли
У цьому районі є 5 упазіл.
1. Баліаканді Упазіла
2. Гоаланда Упазіла
3. Пангша Упазіла
4. Калухали Упазила
5. Раджбарі Садар Упазіла